# 방역패스

코로나19 예방접종증명서(COOV앱)

방역패스(防疫Pass) 또는 접종증명·음성확인제(接種證明·陰性確認制)는 대한민국에서 시행하였던 코로나19 관련 백신패스 제도이다. 단계적 일상회복(위드 코로나) 방안 중 하나로 접종 완료자의 일상생활 회복을 지원하고, 고위험 다중이용시설을 안전하게 이용할 수 있도록 하기 위해 2021년 11월 1일부터 도입되었다. 12월 13일부터 방역패스 대상 업소의 전자출입명부 사용이 의무화되었다. 2022년 3월 1일부터 사실상 폐지되었다.

## 사용법
코로나 19 백신 접종 완료자는 '질병관리청 쿠브(COOV)' 앱이나 네이버와 카카오 등 접종 이력이 연동된 전자출입명부 QR코드를 이용하면 된다.
스마트폰 사용이 어려운 고령층은 종이증명서 또는 신분증에 붙이는 접종 완료 스티커 등을 활용한다.
| 구분                                                | 유효기간                                        | 증명서 양식                          | 발급장소                             |
| --------------------------------------------------- | ----------------------------------------------- | ------------------------------------ | ------------------------------------ |
| 접종완료자                                          | 2차 접종 후 14일~6개월 3차(부스터) 접종 후 즉시 | 전자증명서                           | COOV앱, 전자출입명부                 |
| 접종완료자                                          | 2차 접종 후 14일~6개월 3차(부스터) 접종 후 즉시 | 종이증명서(예방접종증명서)           | 접종 기관 또는 전국 보건소, 온라인   |
| 접종완료자                                          | 2차 접종 후 14일~6개월 3차(부스터) 접종 후 즉시 | 예방접종 스티커                      | 행정복지센터                         |
| PCR 음성확인자                                      | 결과통보 받은 시점부터 48시간이 되는 날의 자정  | PCR 음성확인문자                     | 보건소 또는 의료기관                 |
| PCR 음성확인자                                      | 결과통보 받은 시점부터 48시간이 되는 날의 자정  | 종이증명서(음성확인서)               | 보건소 또는 의료기관                 |
| 코로나19 감염후 격리해제자(완치자)                  | 격리해제일로부터 6개월 이내                     | 종이증명서(격리해제확인서)           | 격리 관할 보건소                     |
| 코로나19 감염력이 있는 접종완료자 (접종완료 완치자) | 2차접종 14일 후 또는 완치후                     | 전자증명서                           | COOV앱, 전자출입명부                 |
| 코로나19 감염력이 있는 접종완료자 (접종완료 완치자) | 2차접종 14일 후 또는 완치후                     | 접종증명·음성확인제 예외확인서(종이) | 보건소                               |
| 18세 이하 청소년                                    | -                                               | 신분증 또는 주민등록등본             | -                                    |
| 의학적 사유에 의한 접종예외자                       | - (의사소견 상 접종연기자는 6개월)              | 전자증명서                           | COOV앱(접종 후 이상반응 발생한 경우) |
| 의학적 사유에 의한 접종예외자                       | - (의사소견 상 접종연기자는 6개월)              | 접종증명·음성확인제 예외확인서(종이) | 보건소(의료기관 진단서 지참)         |

### 예외적 허용
만 12∼18세 이하는 방역패스 적용이 2022년 2월 1일까지 한시적으로 유예되며, 이후에는 성인과 같은 증명서가 필요하다.
의학적 사유에 의한 접종예외자 및 이상반응이 발생한 사람도 위의 예외확인서가 필요하다.

## 사용처
- 유흥시설(단란주점, 클럽, 나이트, 감성주점, 헌팅포차 등)
- 노래연습장
- 실내체육시설
- 목욕장업
- 경마경륜
- 카지노
- 의료기관, 요양 시설 등 감염 취약시설의 면회나 간병
- 10명 이상 식당이나 카페 모임, 영화관·야구장 취식
- 100인 이상의 행사·집회 등

## 논란 및 문제점

### 차별논란
특정 시설들은 출입시 방역패스가 필요한데 미접종자의 경우 코로나19 음성확인서 또는 의학적 사유에 의한 적용 예외 확인 후 시설 이용이 가능하다.
하지만 확인서의 효력이 발급 후 48시간 이므로 이틀마다 검사를 받아야만 한다는 점에서 강제성을 띄게 되며, 백신 접종자와 미접종자를 차별한다는 비판의 목소리가 나오고 있다.
또한 백신패스가 해외접종 외국인에게는 적용이 되지 않아 외국인 차별 논란이 일고 있다.

### 백신 위조 접종 문제
독일은 정체된 백신 접종률로 인한 코로나19의 확산세를 잡기위해 함부르크 등에서 이른바 '2G 규정'을 시행중이다. 하지만 이러한 조치들은 백신 접종 증명서 위조라는 범죄를 낳게 되었다.
유럽에 이어 미국에 가짜 코로나 백신 접종 증명서가 성행하자 연방수사국(FBI)은 지난 3월 가짜 증명서의 거래와 관련된 일체의 행위가 불법이라고 경고했다. 이후 페이스북, 아마존, 트위터 등 주요 소셜 미디어와 커머스 사이트들은 증명서의 판매를 금지했지만 매입자와 구매자들은 메신저 앱 등을 통해 여전히 은밀히 거래를 하고 있는 상황이다. 또한 가짜 백신접종 증명서 구매자들이 현금을 먼저 보내고 사기를 당하는 피해도 급증하고 있다.

## 같이 보기
- 사회적 거리두기
- 대한민국의 코로나19 범유행